# Kaori Nagamine
Kaori Nagamine (長峯 かおり Nagamine Kaori?,  nacido el 3 de junio de 1968 en Tokio) es una exfutbolista japonesa que jugaba como delantera.
Nagamine jugó 64 veces y marcó 48 goles para la selección femenina de fútbol de Japón entre 1984 y 1996. Nagamine fue elegida para integrar la selección nacional de Japón para los Copa Mundial Femenina de Fútbol de 1991 y 1995.

## Trayectoria

### Clubes
| Club                            | País   | Año         |
| ------------------------------- | ------ | ----------- |
| Shinko Seiko FC Clair           | Japón  | 1981 - 1990 |
| Reggiana Refrattari Zambelli    | Italia | 1991 - 1993 |
| Suzuyo Shimizu FC Lovely Ladies | Japón  | 1993 - 1999 |

### Selección nacional
| Selección | País  | Año         |
| --------- | ----- | ----------- |
| Absoluta  | Japón | 1984 - 1996 |

## Estadística de equipo nacional
| Selección femenina de fútbol de Japón | Selección femenina de fútbol de Japón | Selección femenina de fútbol de Japón |
| Año                                   | Partidos                              | Goles                                 |
| ------------------------------------- | ------------------------------------- | ------------------------------------- |
| 1984                                  | 1                                     | 0                                     |
| 1985                                  | 0                                     | 0                                     |
| 1986                                  | 13                                    | 12                                    |
| 1987                                  | 4                                     | 1                                     |
| 1988                                  | 3                                     | 1                                     |
| 1989                                  | 10                                    | 13                                    |
| 1990                                  | 6                                     | 7                                     |
| 1991                                  | 12                                    | 5                                     |
| 1992                                  | 0                                     | 0                                     |
| 1993                                  | 4                                     | 5                                     |
| 1994                                  | 5                                     | 2                                     |
| 1995                                  | 5                                     | 2                                     |
| 1996                                  | 1                                     | 0                                     |
| Total                                 | 64                                    | 48                                    |